# Francolinus
Francolinus Stephens, 1819 è un genere di uccelli galliformi della famiglia dei Fasianidi.

## Tassonomia
Il genere comprende le seguenti specie:
- Francolinus francolinus (Linnaeus, 1766) - francolino nero
- Francolinus pictus (Jardine & Selby, 1828) - francolino pittato
- Francolinus pintadeanus (Scopoli, 1786) - francolino della Cina
- Francolinus pondicerianus (J.F.Gmelin, 1789) - francolino grigio
- Francolinus gularis (Temminck, 1815) - francolino di palude